# Якубович, Андрей Фёдорович
Андре́й Фёдорович Якубо́вич (1776, Полтавская губерния — 1842, деревня Сосновка, Калужская губерния) — литератор.

## Биография
Родился в 1776 году в Полтавской губернии. С 1798 г. учился в Московском университете; в годы учёбы сотрудничал со многими московскими журналами («Приятное и полезное препровождение времени», 1798; «Иппокрена, или Утехи любословия» (1800—1801), писал стихотворения и рассказы; переводил оды Горация.
В 1800 г. покинул университет, служил в Тамбовском приказе общественного призрения. С 1801 г. — протоколист в чине коллежского регистратора (Москва). В 1804 г. — титулярный советник. С 1808 г. — экспедиторский помощник на Московском почтамте, коллежский асессор.
В 1809—1819 г. — почтмейстер в Калужской губернии.
В 1823—1828 гг. — председатель Тульской палаты гражданского уголовного суда. Выйдя в отставку, жил в своём имении.
Скончался в 1842 году в деревне Сосновка Калужской губернии.

### Семья
Жена — Екатерина Лукьяновна, урождённая Яковлева, сестра Цавла и Михаила Яковлевых, лицейских друзей А. С. Пушкина.
Сын — Лукьян, поэт.

## Творчество
Ему принадлежит рассказ-быль: «Братодетская любовь» (1798).
В 1804 опубликовал за свой счёт подготовленный им сборник «Древние русские стихотворения» (первоиздание сборника песен Кирши Данилова).

В результате его работы впервые в истории фольклористики появился в печати сборник подлинных записей русских былин и исторических песен.— Б. Н. Путилов
- Приятное и полезное препровождение времени / прил. к газ. «Московские ведомости». — 1798. — Т. 18. — С. 129, 346, 348, 349; Ч. 19. — С. 159, 175, 275, 280; Ч. 20. — С. 229, 301.

## Адреса
- 1809—1820 — почтмейстерский дом в Почтовом переулке, Калуга (ныне — ул. Кропоткина, 2)[4].